# Pyralidoxa elaphropa
Pyralidoxa elaphropa är en fjärilsart som beskrevs av Edward Meyrick 1936. Pyralidoxa elaphropa ingår i släktet Pyralidoxa och familjen Thyrididae. Inga underarter finns listade i Catalogue of Life.